# Serguéi Movsesián
Serguéi Movsesián (Tiflis, República Socialista Soviética de Georgia, Unión Soviética, 3 de noviembre de 1978) es un Gran Maestro Internacional armenio que jugó para la República Checa durante gran parte de su carrera. Posteriormente, representó a Eslovaquia por mejores condiciones y por la ciudadanía allí, pero a finales de 2010, Movsesián anunció que jugaría para su país natal, Armenia. Formó parte del equipo armenio que ganó la medalla de oro en el Campeonato del mundo de ajedrez por equipos en Ningbo 2011 y las Olimpíadas de ajedrez en Turquía 2012.
En 1999, Movsesián llegó a los cuartos de final del Campeonato del mundo de ajedrez en Las Vegas, pero perdió con Vladímir Akopián 1,5-2,5.
Ganó torneos internacionales en Sarajevo (2002 y 2007), el torneo de Carlsbad de 2007 en Karlovy Vary, el Memorial Chigorin en San Petersburgo en 2007 y el torneo "B" del Torneo Corus de ajedrez de 2008.

## Libros
- Movsesian,  Sergei;  Klima,  Lukas (2009). Czech Open: Pardubice Phenomenon [Open de la República Checa: El fenómeno de Pardubice]. Caissa Hungría. ISBN 978-80-86725-08-6.